# Submarine Parachute Assistance Group

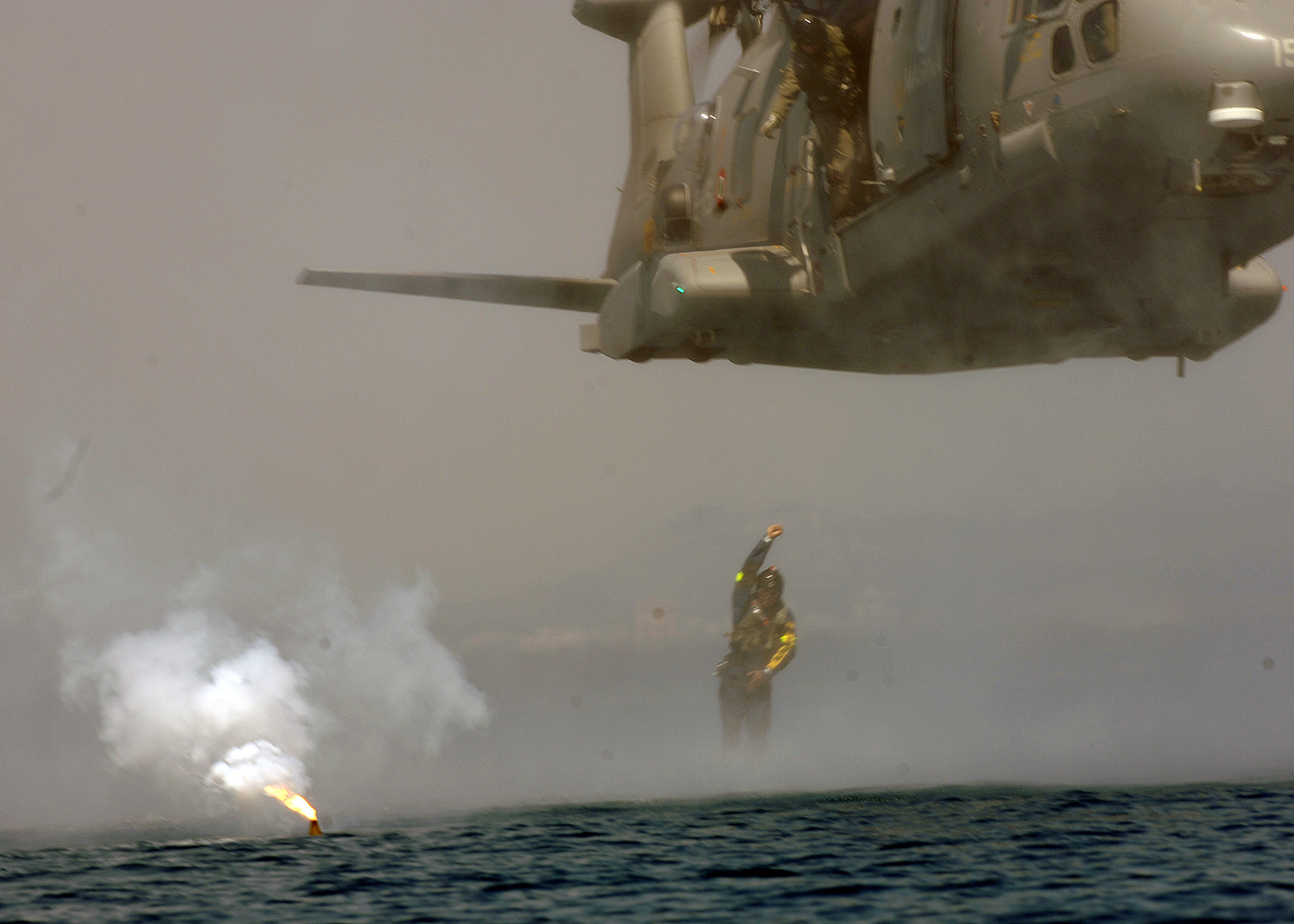
Uno SPAG italiano

Il nucleo Submarine Parachute Assistance Group (SPAG) è un'unità militare composta da personale altamente specializzato nel recupero di sottomarini che sono adagiati sul fondo. Vi sono inquadrati operatori subacquei avio-lanciabili.

## Nazioni

### Gran Bretagna
L'unità britannica venne basata inizialmente presso la base di Gosport, HMS Dolpin, nella struttura denominata Submarine Escape Training Tank; poi quando le funzionalità di questa cessarono l'unità venne trasferita presso la base HMS Raleigh in Cornovaglia. L'unità può essere attivata con un preavviso di sei ore e fa parte del NATO Submarine Rescue System.

### Italia
La Marina Militare ha attivato un Nucleo SPAG all'interno del Gruppo Operativo Subacquei del Comsubin, basato La Spezia.

### Spagna
Gruppo Paracadutista di Appoggio al Sottomarino (Grupo Paracaidista de Apoyo al Submarino), inquadrato nella Forza di Guerra Speciale Navale (Fuerza de Guerra Naval Especial)

### Turchia
Nucleo Paracadutisti di Ricerca e Soccorso (Paraşütle Arama Kurtarma Timi) della Marina Turca.

## Procedura
Dopo la richiesta di aiuto da parte del sommergibile disastrato attraverso la boa di emergenza le unita vengono elitrasportate o paracadutate insieme al materiale(Zattera di salvataggio, Ossigenoterapia iperbarica) per fornire soccorso al personale fuoriuscito dal sottomarino. intanto una nave recupero sommergibili viene mandata sul luogo dell'incidente per il recupero